# Villa de Leyva

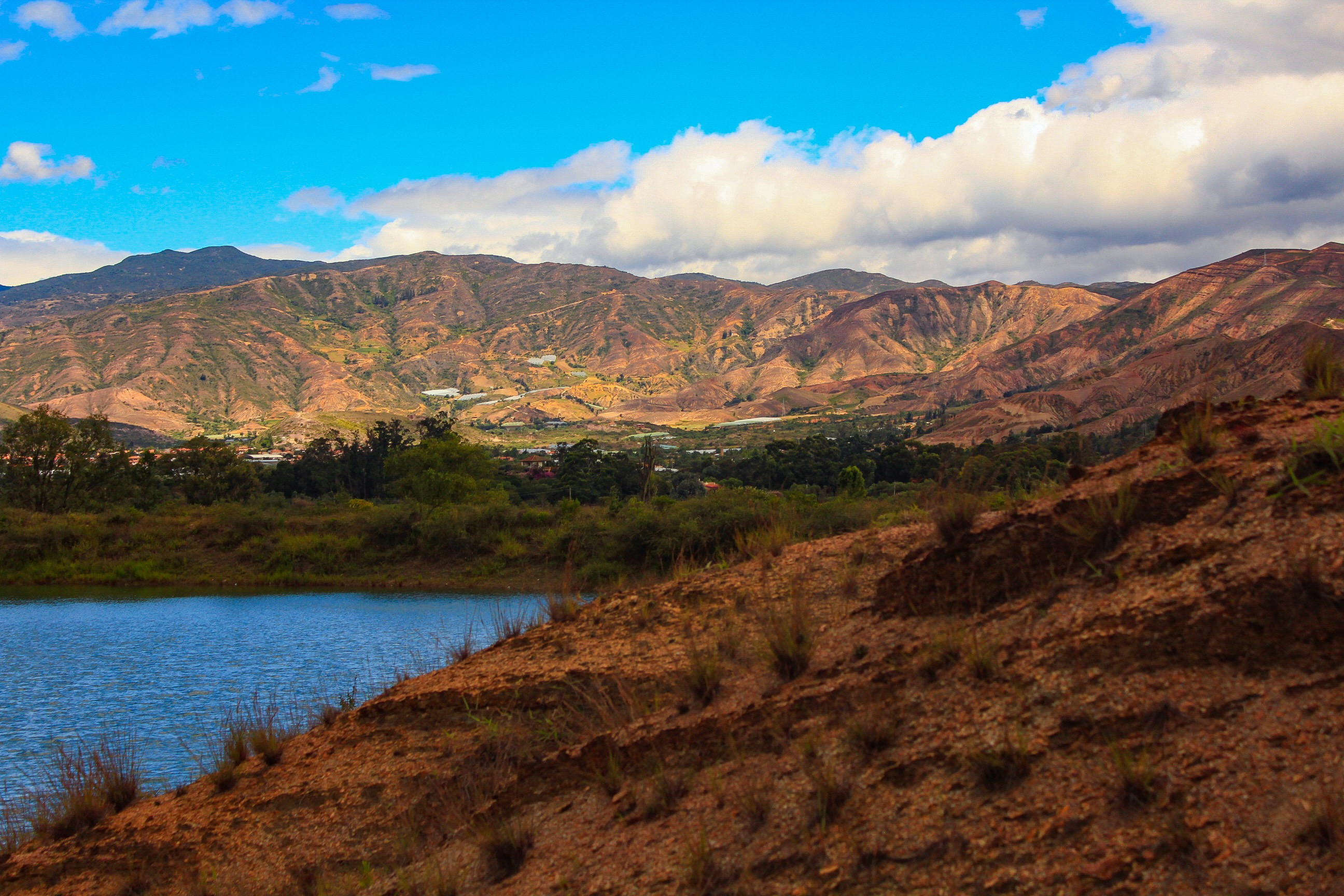
Desierto Villa de Leyva, Colombia.

Villa de Leyva es un municipio colombiano ubicado en la provincia de Ricaurte del departamento de Boyacá. Está ubicado a 40 km al occidente de Tunja, capital del departamento, y a 165 km de Bogotá, capital del país. Fue fundado en 1572 con el nombre de Villa de Santa María de Leyva, reconocido como monumento nacional en 1954, Pueblo Patrimonio en 2010, y está en la lista tentativa de sitios Patrimonio de la Humanidad de UNESCO.
Se caracteriza por conservar una arquitectura de estilo colonial, por la variedad de sus paisajes rurales que van desde la zona de páramo, con sus nacimientos y reservorios de agua, hasta la zona desértica, y por la diversidad de las especies que los habitan. Sobresale también por su enorme plaza principal empedrada (área de 1,4 ha), que se encuentra flanqueada por antiguos edificios coloniales.
Es considerado uno de los pueblos más hermosos de Colombia, por lo que tanto su cabecera urbana como las veredas que lo circundan, al menos desde la década de 1980, se han convertido en algunos de los destinos turísticos más importantes en el país. Por su arquitectura, sus museos, las tradiciones de sus habitantes y su historia, desde comienzos del siglo XXI, Villa de Leyva comenzó a hacer parte de la Red de pueblos patrimonio de Colombia.
A Villa de Leyva se llega por vía terrestre, a través de carreteras que la comunican con Tunja, Chiquinquirá, Arcabuco y Santa Sofía.

## Geografía
La provincia de Ricaurte ha sido dividida en dos zonas: Alto Ricaurte y Bajo Ricaurte. Estas zonas, política y administrativamente, incluyen los siguientes trece municipios: la primera, Gachantivá, Ráquira, Sáchica, Santa Sofía, Sutamarchán, Tinjacá y Villa de Leyva; la segunda, Arcabuco, Chitaraque, Moniquirá, San José de Pare, Santana y Togüi. Según el censo nacional de 2018, el municipio tiene una población de 14.406 habitantes, de los cuales alrededor del 55% habitan la cabecera urbana y el 45% las veredas rurales circundantes.

### Hidrografía
Villa de Leyva está surcada por tres ríos que provienen de la zona lluviosa y de páramo cercana. Estos son: el Sutamarchán, el Sáchica y el Cane, que confluyen en el río Moniquirá.

### División administrativa
Se divide en una zona urbana y una zona rural; esta última conformada por las siguientes doce veredas: Cañuela, Capilla 1 y 2, Cardonal, Roble alto y bajo, Salto y Lavandera, Llano Blanco, Llano del Árbol, Monquirá, Ritoque, Sopotá, y Sabana alta y baja.

### Clima y temperatura
La temperatura promedio de Villa de Leyva es de 18 °C. Además, en la región se pueden describir las siguientes tres zonas climáticas:
1. Lluvias 700 a 1000 mm/año en la zona semidesértica, cuyo aspecto es de terrenos erosionados ricos en piedra y fósiles.
2. Lluvias 1000 a 1400 mm/año en la zona media, que conecta el semidesierto con el páramo, y es la más fértil para los cultivos.
3. Lluvias 1400 a 1700 mm/año en la zona más húmeda, que está coronada por el páramo de Iguaque, a 3.600 m s. n. m.

## Historia

### Prehistoria

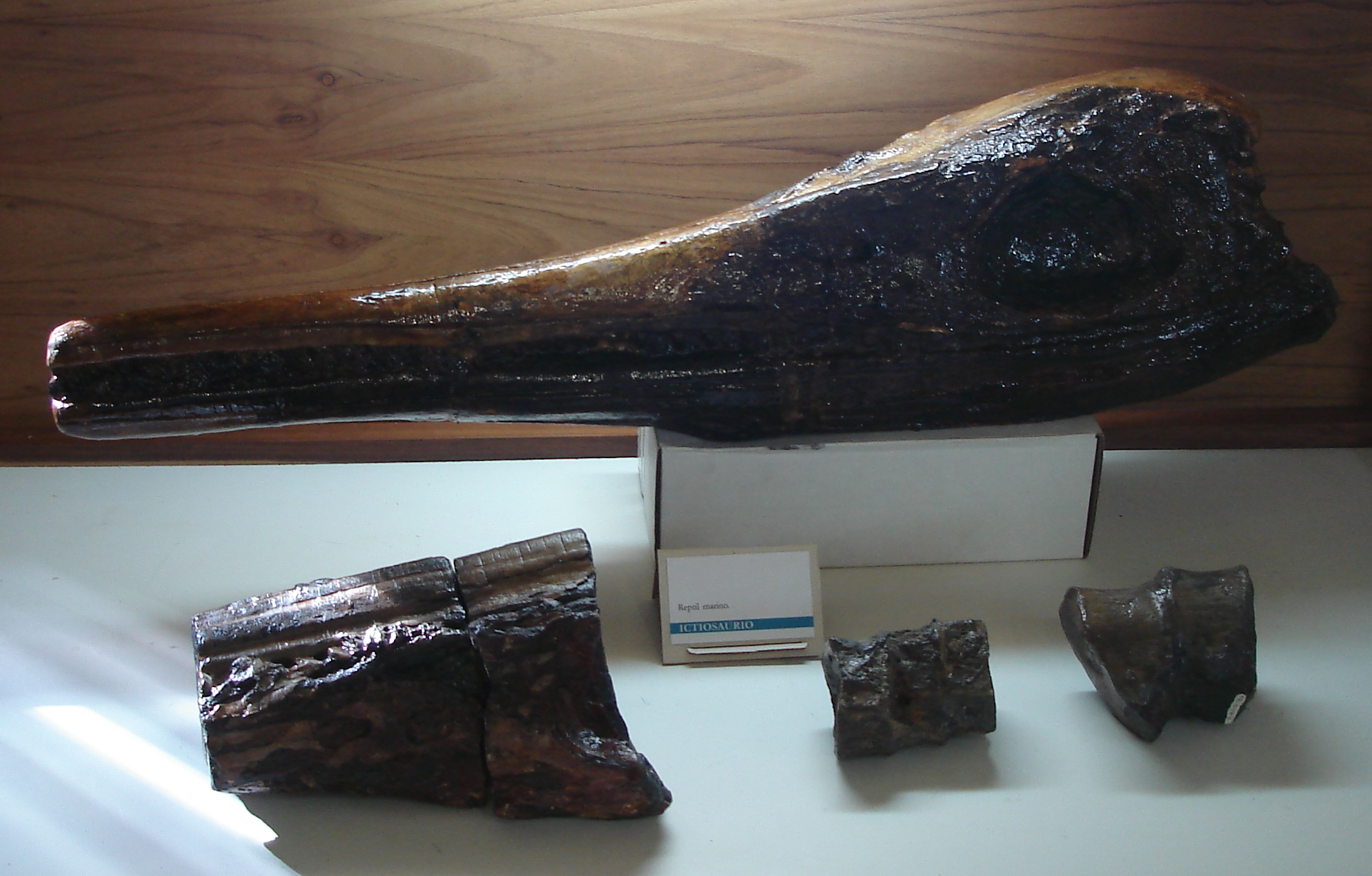
Cráneo del ictiosaurio Platypterygius sachicarum hallado en la región, procedente del periodo Cretácico exhibido en el Museo Paleontológico de Villa de Leyva.

Durante el cretácico, este territorio estuvo ocupado por un mar primitivo que, con la acomodación y desarrollo tectónico del planeta, se fue retirando hasta dar lugar a la creación de lagos y valles. Estos, finalmente, fueron moldeados con el crecimiento y emergencia del macizo montañoso conocido con el nombre de los Andes, que, al llegar a Colombia, en el sur, se dividió en tres cordilleras: la Occidental, la Central y, sobre la que está ubicada la población, la Oriental.
La abundancia de vida en estos mares primitivos es lo que explica la riqueza geológica y paleontológica actual de estas tierras, como lo demuestra que la vida marina antigua, ahora fosilizada, se encuentre con facilidad al caminar por la población y sus alrededores. Gran variedad de fósiles han sido registrados por grupos de investigación, entre los que resaltan los de un Kronosaurus de 115 millones de años, encontrados en 1945; los de un ictiosaurio, de 110 a 115 millones de años, encontrados durante la década de 1960, y los de tres nuevos pliosaurios, de 130 millones de años de antigüedad, encontrados en los primeros años del siglo XXI.

### Época precolombina

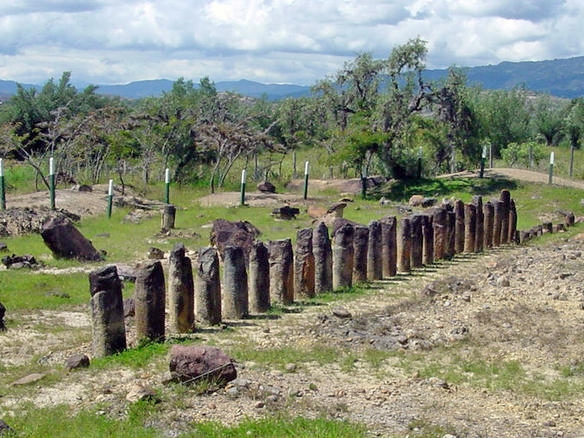
Parque Arqueológico de Monquirá o El infiernito, monumentos líticos precolombinos.

La presencia humana en la región puede datarse desde 12.000 años a. C.  En el siglo XVI, el valle de Zaquencipá era parte del territorio de los pueblos muiscas, quienes ocupaban el altiplano cundiboyacense (Cundinamarca, Boyacá y parte de Santander) en una extensión de 30 000 km². Estos pueblos tenían lenguas que pertenecían a la familia lingüística chibcha. Cultivaban maíz, fríjol, papas, legumbres, tubérculos, tomate, aguacate, entre otros alimentos. Aún hoy en día, se encuentran en la región rastros de la cultura muisca: el observatorio de Zaquencipá, las pictografías de Sáchica, Iguaque, y otras, así como valiosos ejemplos de cerámica y escultura. Tinjacá, Suta (de Merchán), Gachantivá y Guatoque (la actual Santa Sofía), junto con los desaparecidos pueblos de Zaquencipá, Monquirá, Yuca, Sorocotá (donde estaba el mercado principal) y Turca, formaban el cacicazgo mayor de Zaquencipá.
La zona alta de Villa de Leyva, en la que se encuentra el páramo y la laguna de Iguaque, jugó un papel fundamental en la cultura de este pueblo, ya que su cosmogonía está basada en el culto y cuidado de esta laguna:
- Mito de Bachué o la creación de los humanos: De la laguna de Iguaque salió una hermosa mujer que llevaba a un niño cargado en su brazo derecho. Esta mujer, llamada Bachué o Furachogue, se adentró con el niño en el bosque sin que de él se supiera su nombre. Pasaron años hasta cuando el niño se volvió hombre y se unió a Bachué para tener hijos y poblar la tierra. Una vez cumplida su misión, ambos retornaron a las aguas de Iguaque convertidos en dos grandes serpientes y ahora se encuentran en las profundidades de la laguna.

### Siglos XVI-XVIII

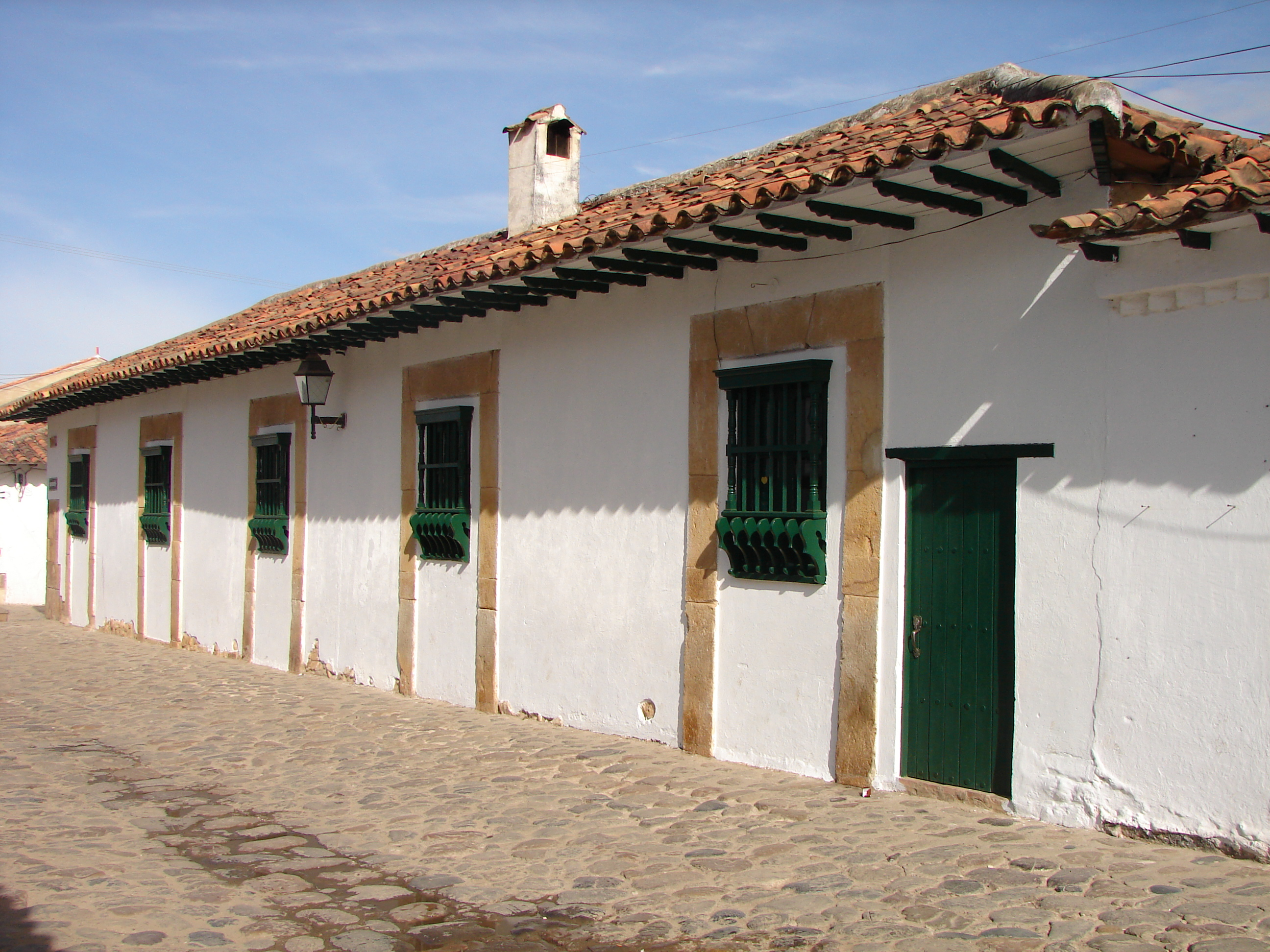
Casa colonial española.

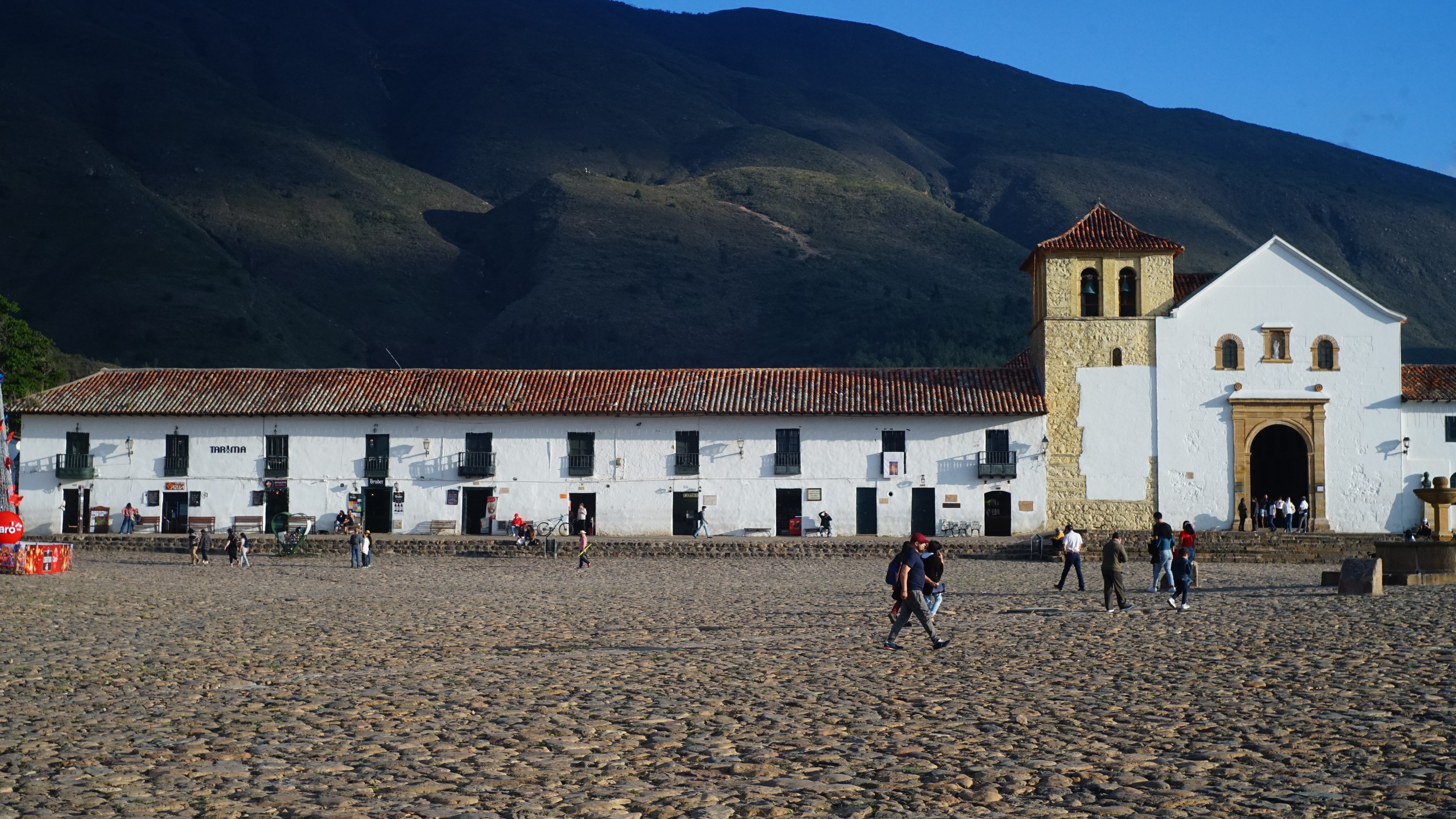
Iglesia parroquial Villa De Levya

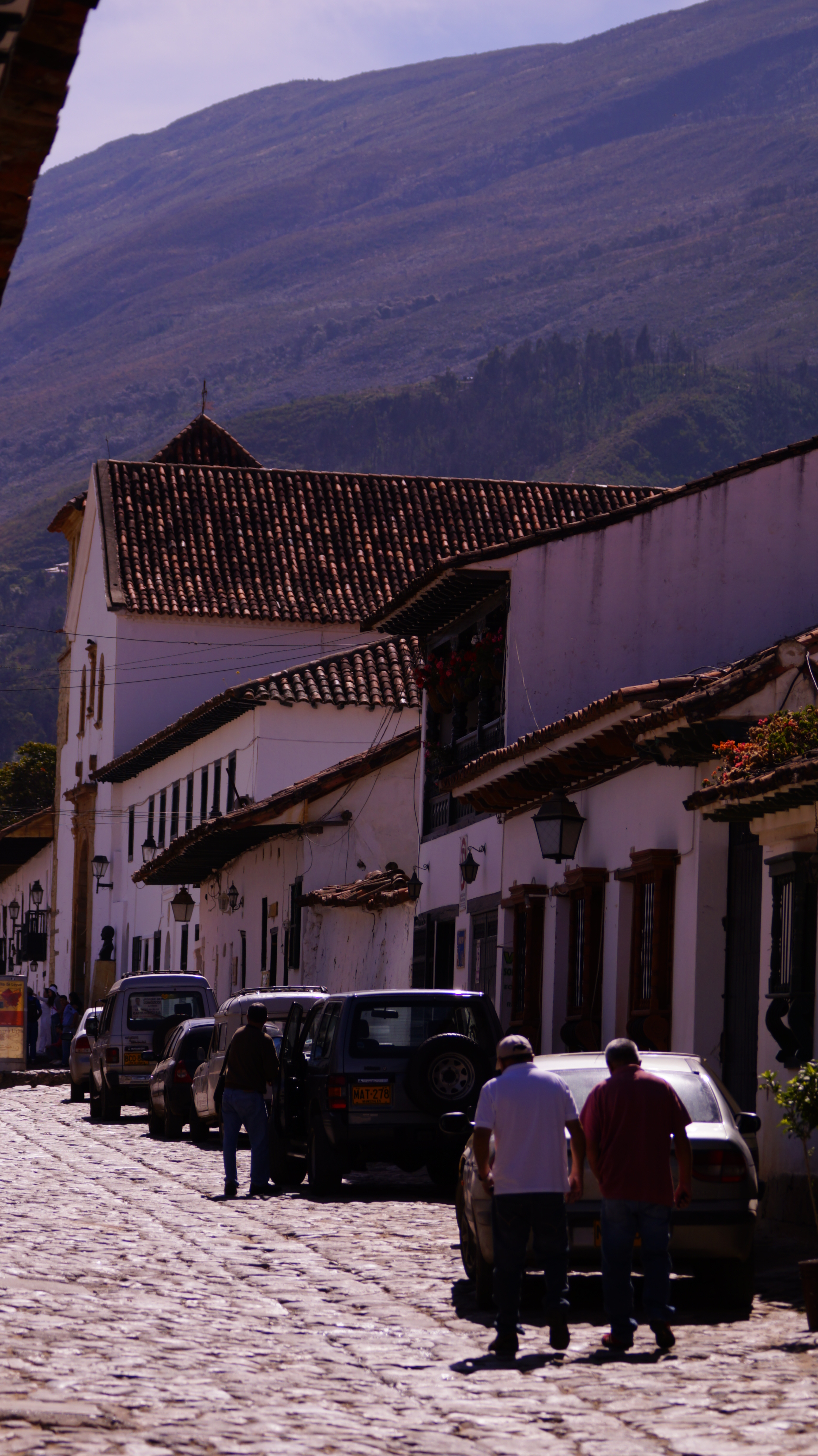
Casas de arquitectura española.

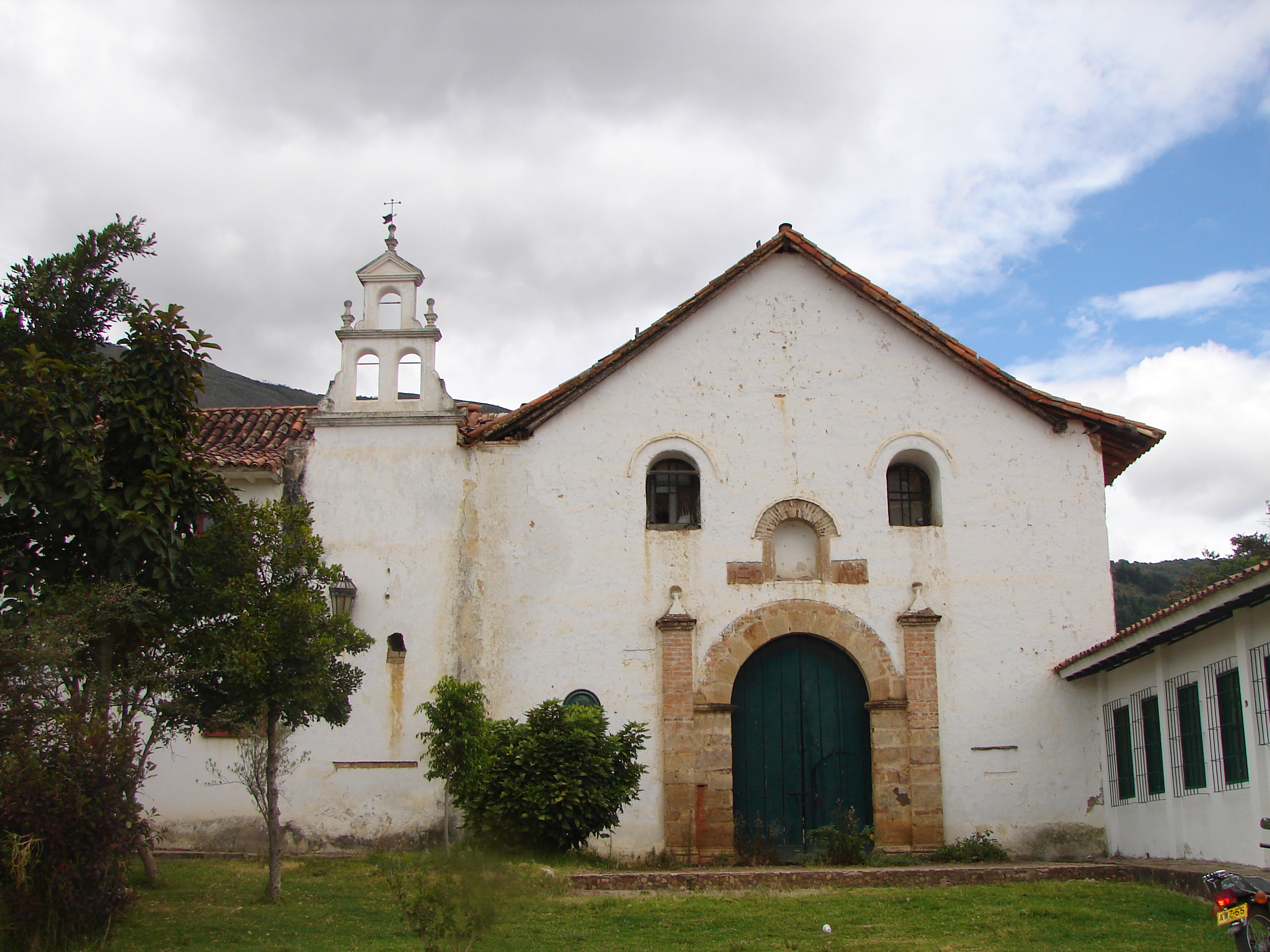
Claustro San Francisco.

Una vez llegados los conquistadores españoles fueron adentrándose en el territorio de los muiscas, quienes en ocasiones ofrecieron resistencia y en otras entraron en conflicto con los recién llegados. La entrada del conquistador Gonzalo Jiménez de Quesada al territorio, rumbo a las tierras del Zipa, se dio por el extremo norte - occidente.  En marzo de 1537 su paso fue por Sorocota, el Valle de Moniquirá, Suta y Tinjacá. A partir de allí todo el territorio, dentro de la nueva división administrativa colonial, quedó bajo la jurisdicción de la provincia de Tunja y el corregimiento de Sáchica. Detrás de los caballos y la depredación llegaron los evangelizadores a la zona: construyeron un templo hacia el año 1533, del cual hoy se encuentran las ruinas, pues este fue abandonado debido a la migración indígena causada por la pobreza del suelo y la escasez de alimentos. El convento de la Candelaria (fundado por los Agustinos en 1604) y el de Santo Ecce-Homo (fundado por los Dominicos en 1620), vinieron más adelante como otros centros de evangelización.
El acta de fundación de la Villa de Santa María de Leyva fue firmada el 12 de junio de 1572 por Hernán Suárez de Villalobos, Teniente Corregidor y Justicia Mayor de la ciudad de Tunja; el alcalde de Tunja, Miguel Sánchez; y los Regidores Perpetuos Francisco Rodríguez y Diego Montañez, "en cumplimiento de la comisión y autos proveídos por su señoría el presidente" de la Real Audiencia del Nuevo Reino de Granada Andrés Díaz Venero de Leyva.
La finalidad principal para la fundación del pueblo era crear un lugar en donde los soldados españoles, después de sus actividades militares, pudieran establecerse y obtener tierras. El objetivo era solucionar problemas sociales, como el desempleo en las poblaciones de Tunja y Vélez, y crear una gran despensa de alimentos para las poblaciones aledañas. Debido a esto es que la Villa posee una de las plazas más grandes de Suramérica, ya que allí se formaban los ejércitos y se impartían las órdenes a dichos regimientos militares. Sin embargo, esta situación generó "varios conflictos, en gran parte, porque la villa se asentó en tierras cultivadas por indígenas".
La fundación se realizó un poco más al norte, en cercanías de lo que hoy es conocido como el Observatorio astronómico Muisca del Infiernito. Sin embargo, esta posición fue declarada ilegal debido a que violaba las Leyes de Indias, que no permitían el «establecimiento de poblados en tierras debidamente explotadas... hacer esclavos a los indios y despojarlos de sus bienes... no se tomara nada contra su voluntad». Por lo tanto, en 1575 se trasladó un poco al sur y, posteriormente, en 1582, a donde se encuentra en la actualidad.
A finales del siglo XVII, Villa de Leyva alcanzó su máximo desarrollo, especialmente en lo concerniente a lo económico, pues la llegada de nuevos pobladores y técnicas de cultivo permitió el incremento en la práctica de labores agrícolas a gran escala, siendo el principal producto el trigo, para cuyo procesamiento se construyeron gran cantidad de molinos. Entre los siglos XVI y XVII, la Villa fue el principal productor de trigo en el país.
Durante setenta años, Villa de Leyva vivió su apogeo económico, pero en 1691 una plaga conocida como «caída de un polvillo» en las siembras de trigo, afectó seriamente la economía del pueblo. La causa de esta tragedia se endilgó a varias situaciones coyunturales como un eclipse total de sol; una maldición lanzada por el guardián del convento de San Francisco por el comportamiento de algunos de los pobladores; y una venganza del maíz por sembrar plantas extrañas, que la tierra se encargó de enfermar. Una causa clara, sin embargo, fue la mala utilización del suelo, su calidad y la falta de técnicas de rotación que dieron como resultado un agotamiento agrícola.
Para mediados del siglo XVIII, Villa de Leyva estaba en franca decadencia, numerosos leyvanos emigraron y muchas edificaciones fueron abandonadas. Para esa época contaba con 2000 habitantes aproximadamente.
El letargo en que entró el desarrollo de la ciudad le permitió ser un sitio ideal para el descanso entre los españoles y virreyes además de que también hizo que se conservara en el tiempo hasta la actualidad.

### SigloXIX

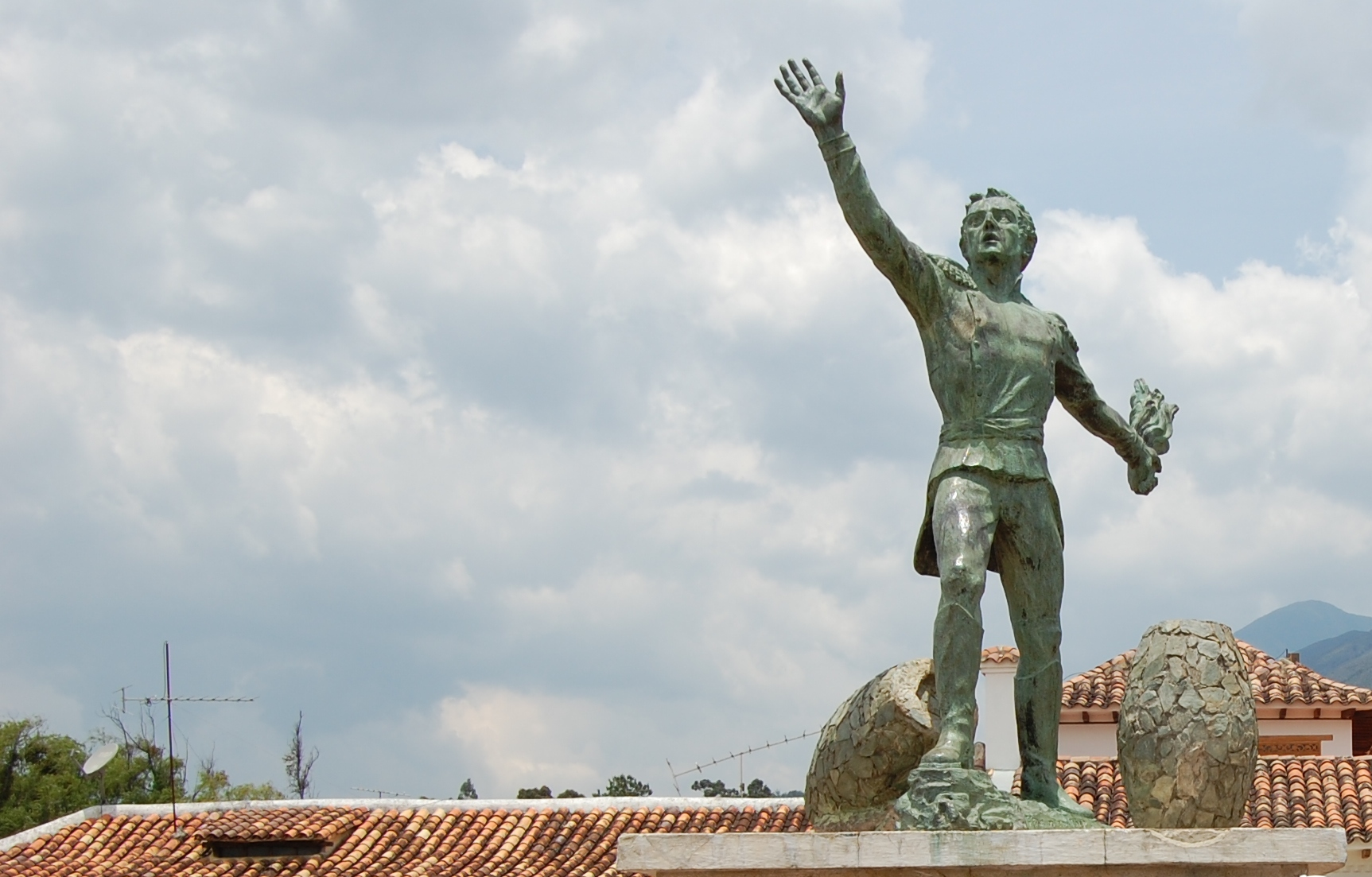
Monumento a Antonio Ricaurte.

En 1811, después de muchas fatigas y la creación de un movimiento revolucionario,  el 5 de junio Villa de Leyva se declaró la independencia de las jurisdicciones de Tunja y "se respaldó al gobierno de corte centralista que proponía Antonio Nariño, presidente del Estado de Cundinamarca". Como consecuencia, el 4 de octubre se celebró el primer Congreso de las Provincias Unidas de la Nueva Granada, donde fue elegido Camilo Torres como presidente de la República Federal y se ordenó la ocupación militar de la ciudad.
Posteriormente, Nariño pasaría sus últimos días en Villa de Leyva, pues consideraba que su clima sería favorable para su salud. Su muerte se daría el 13 de diciembre de 1823.

### SigloXX
En 1954 el gobierno del general Gustavo Rojas Pinilla declaró a la Villa como monumento nacional mediante decreto 3641 del 17 de diciembre, dictándose las normas para su preservación. En esta época se construyó la carretera a Tunja, hacia donde anteriormente se llegaba por la carretera a Arcabuco construida en los años 1930. En 1967 y 1968 la plaza principal dejó de ser sede de la plaza de mercado para ser remodelada y empedrada y muchos solares y tapias desaparecieron para dar lugar a nuevas construcciones.
Una de las particularidades principales del municipios es que en su arquitectura predomina el tipo colonial, aunque en el centro también existan algunas construcciones de estilo republicano. Desde finales del siglo XX, comenzaron a construirse algunas edificaciones con estilo contemporánea, aunque la política de las instituciones estatales se orientaba a la conservación del tipo colonial. El cuidado por este tipo de arquitectura coincide con el interés del municipio por la preservación del patrimonio histórico, por lo que se incentivan continuas investigaciones sobre el tema, tanto con sus edificios como con los objetos que resguardan sus museos históricos.

### SigloXXI

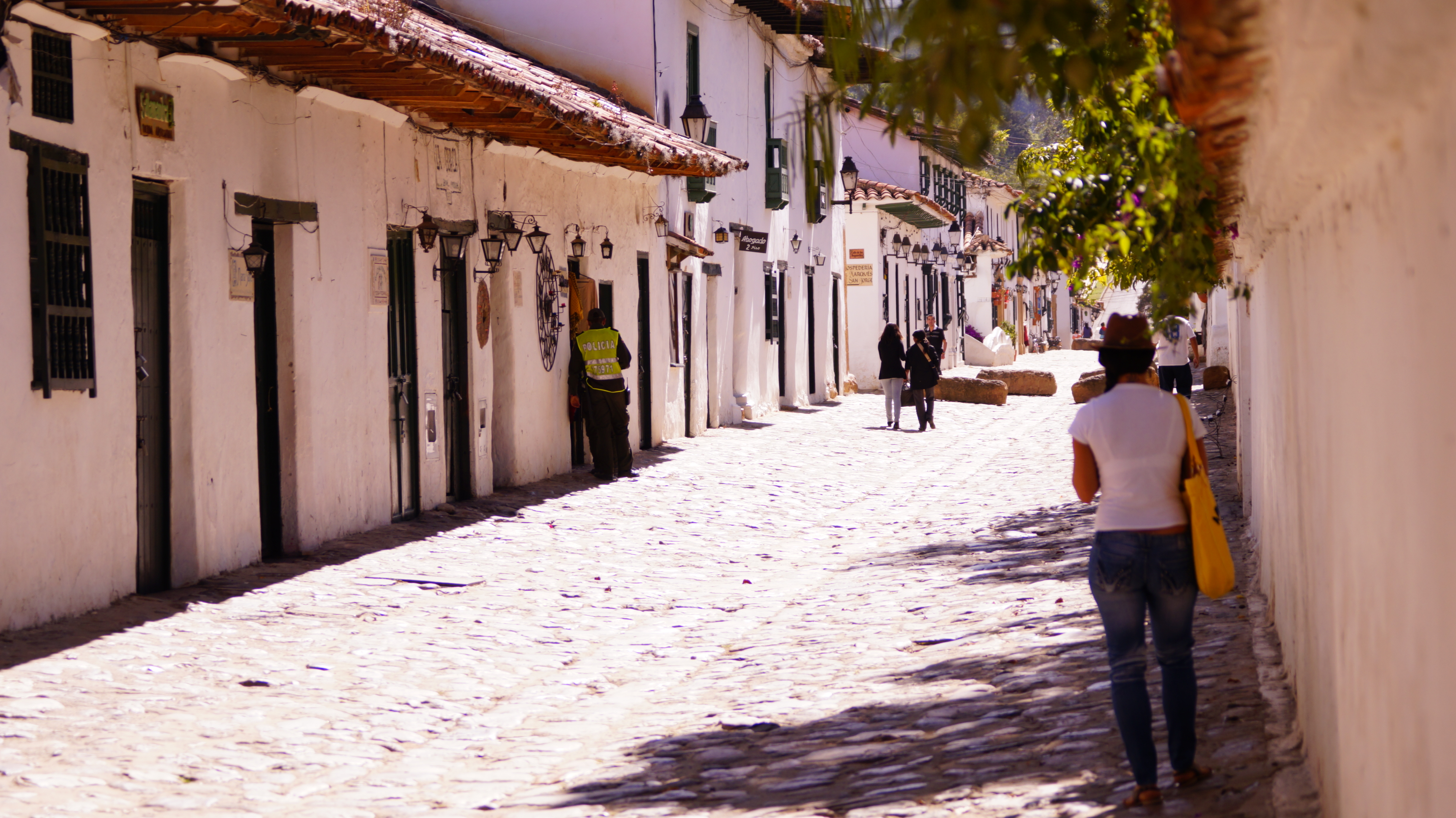
Ventas de artículos de la cultura del pueblo.

Actualmente Villa de Leyva es reconocida en el país, y fuera de él, como un lugar ideal para el descanso, el encuentro con la historia, la ciencia, el arte y la cultura, además de por tener grandes espacios para el encuentro con la naturaleza. Es también, desde años, conocido por su clima semidesértico y la escasa contaminación lumínica como ideal para la observación astronómica.
Todo esto ha permitido que su territorio esté siendo ocupado por nuevos habitantes que llegan buscando la paz y tranquilidad que ofrecen sus campos, muchos de ellos trayendo y extendiendo su cultura. También se está generando un movimiento de desarrollo turístico importante por la gran cantidad de actividades humanas que pueden llevarse a cabo de manera profesional, aficionada y recreativa. 
Para comienzos de la década de 2020, el municipio cuenta con una amplia oferta de servicios turísticos. Entre otros, encontrará más de 100 hoteles ubicados tanto en el centro histórico como en la periferia y sus alrededores. Muchos de ellos cuentan con servicios de zona húmeda o spá, hermosos jardines y lujosas habitaciones. Además, se cuenta con una oferta de hostales o posadas en donde es posible compartir habitaciones. Por ser un destino turístico internacional, el municipio es visitado al año por miles de extranjeros, entre viajeros jóvenes, familias y adultos mayores.
Gran parte de los jóvenes visitantes, sobre todo en temporada de festivales prefieren acampar ya que el clima y la geografía de Villa de Leyva se prestan para esta actividad.
El municipio cuenta actualmente con diferentes operadores turísticos que le brindarán una guianza especializada por los dos sectores naturales que posee, tanto la zona verde en donde encontrara el Santuario de fauna y flora Iguaque, Valle Escondido, La Periquera, Boquerón del río Cane entre otros. Resalta también el desierto con sus hermosos paisajes, miradores y pozos azules, y, en los alrededores, municipios como Gachantivá y Santa Sofía, rodeados de cascadas y cuevas propicias para los deportes de aventura.
El 4 de febrero de 2010 se presentó un incendio forestal que duró aproximadamente cuatro días, dentro de los cuales se destruyó el 50% del Santuario de fauna y flora Iguaque, además de amenazar a pueblos vecinos como Chíquiza; no existe aun una explicación exacta de cómo se inició el fuego, aunque se tienen hipótesis sobre posible intervención humana en el mal manejo de residuos. El incendio cubrió una zona de 1200 hectáreas, 800 de las cuales correspondían al Santuario de Iguaque.
Debido a su clima templado, Villa de Leyva se ha establecido como una región vinícola, con el surgimiento de viñedos alrededor de la ciudad en los últimos años. Además, la vocación agrícola del territorio continua en marcha, por lo que se adelantan trámites legales para la titulación de tierras a familias de campesinos propietarios.

## Economía
La economía del municipio de Villa de Leyva está basada en el turismo, la agricultura y la explotación de piedra, arcilla y mármol.
En la actualidad, la construcción de casas en Villa de Leyva refleja la atracción que ejerce este municipio por su tranquilidad y buen ambiente. Como resultado, se han incrementado considerablemente los proyectos constructivos en Villa de Leyva que aportan a la generación de empleos y movimiento económico en Villa de Leyva en el sector de la construcción. 
La arquitectura de Villa de Leyva es de gran relevancia tanto a nivel nacional como internacional. Desde la época colonial, se han conservado construcciones de valor cultural e histórico, como la casa del primer congreso, la alcaldía municipal, la casa museo Antonio Nariño y la casa de Antonio Ricaurte, entre otras. Muchas de estas edificaciones están abiertas al público y exhiben materiales y elementos característicos de la región. Encontramos arquitectos de reconocimiento como el arquitecto Jorge Andrés Aguilar Ávila egresado de la Universidad nacional que mantiene en sus construcciones un estilo colonial empleando materiales locales dándoles un aspecto moderno.

## Sitios de interés

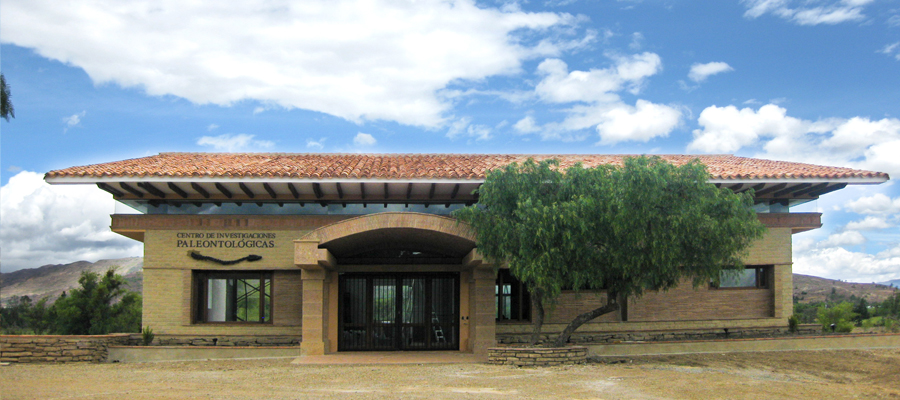
C.I.P

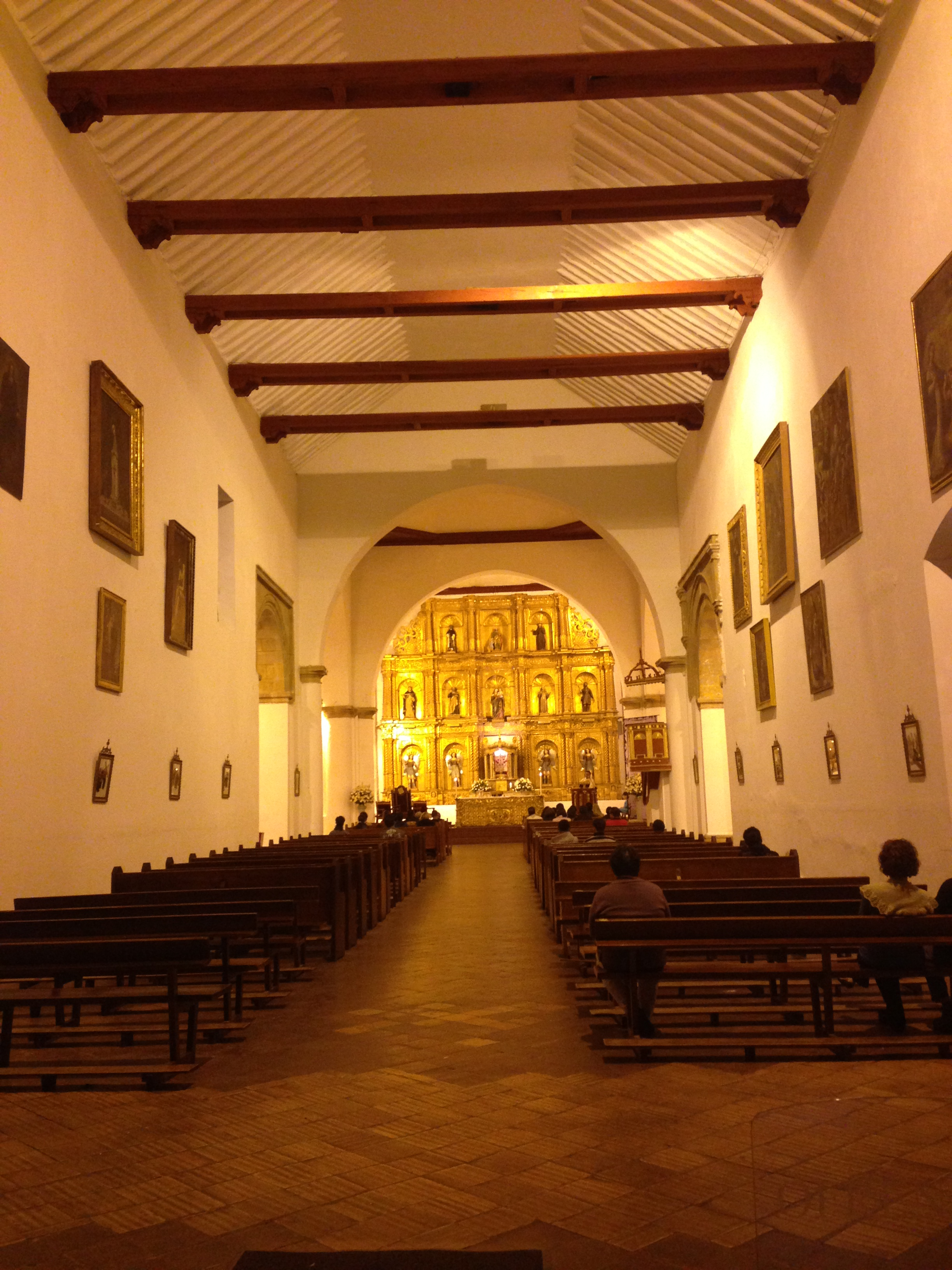
Interior de la parroquia principal de Villa de Leyva.

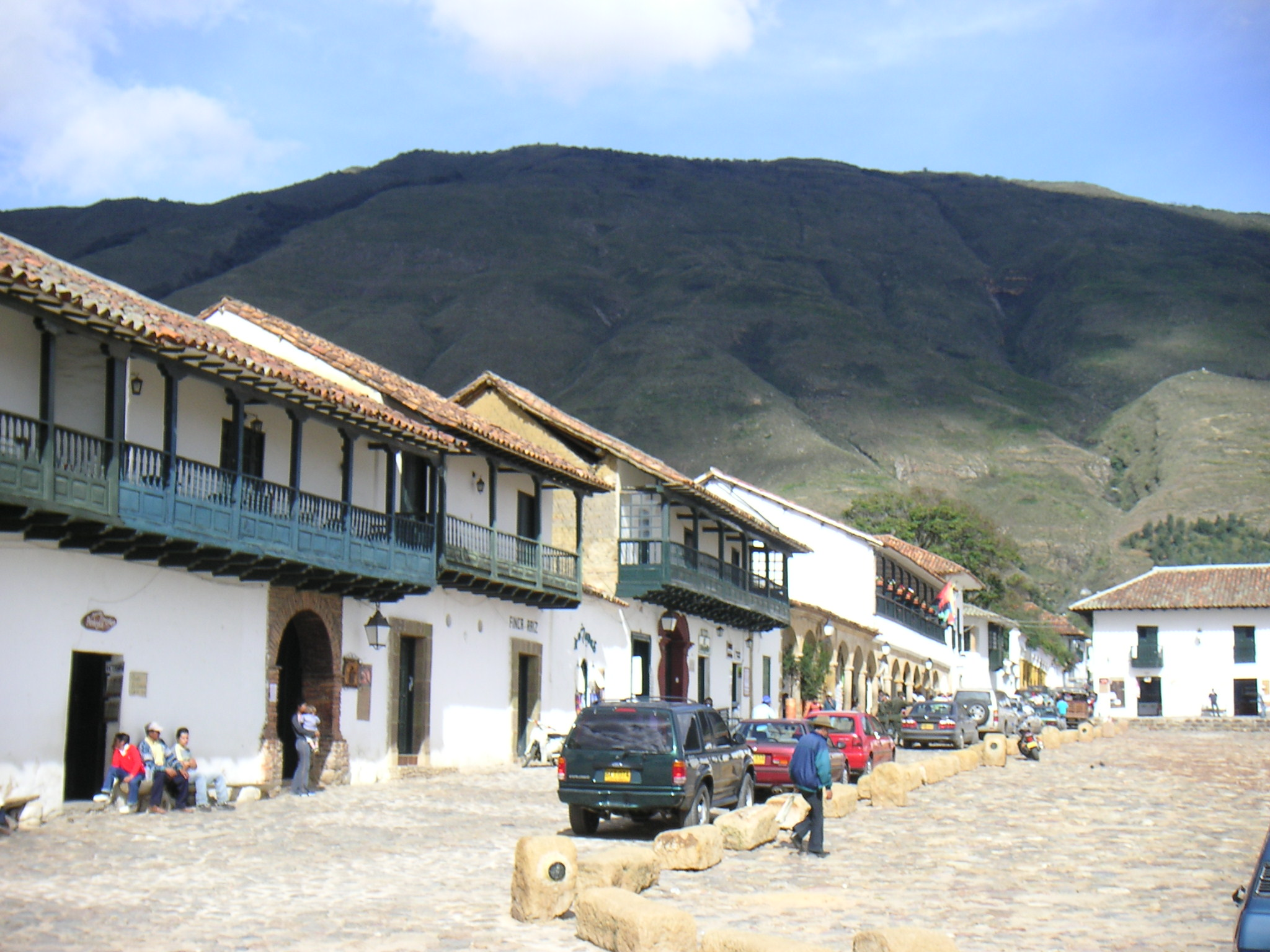
Uno de los costados de la plaza Principal.

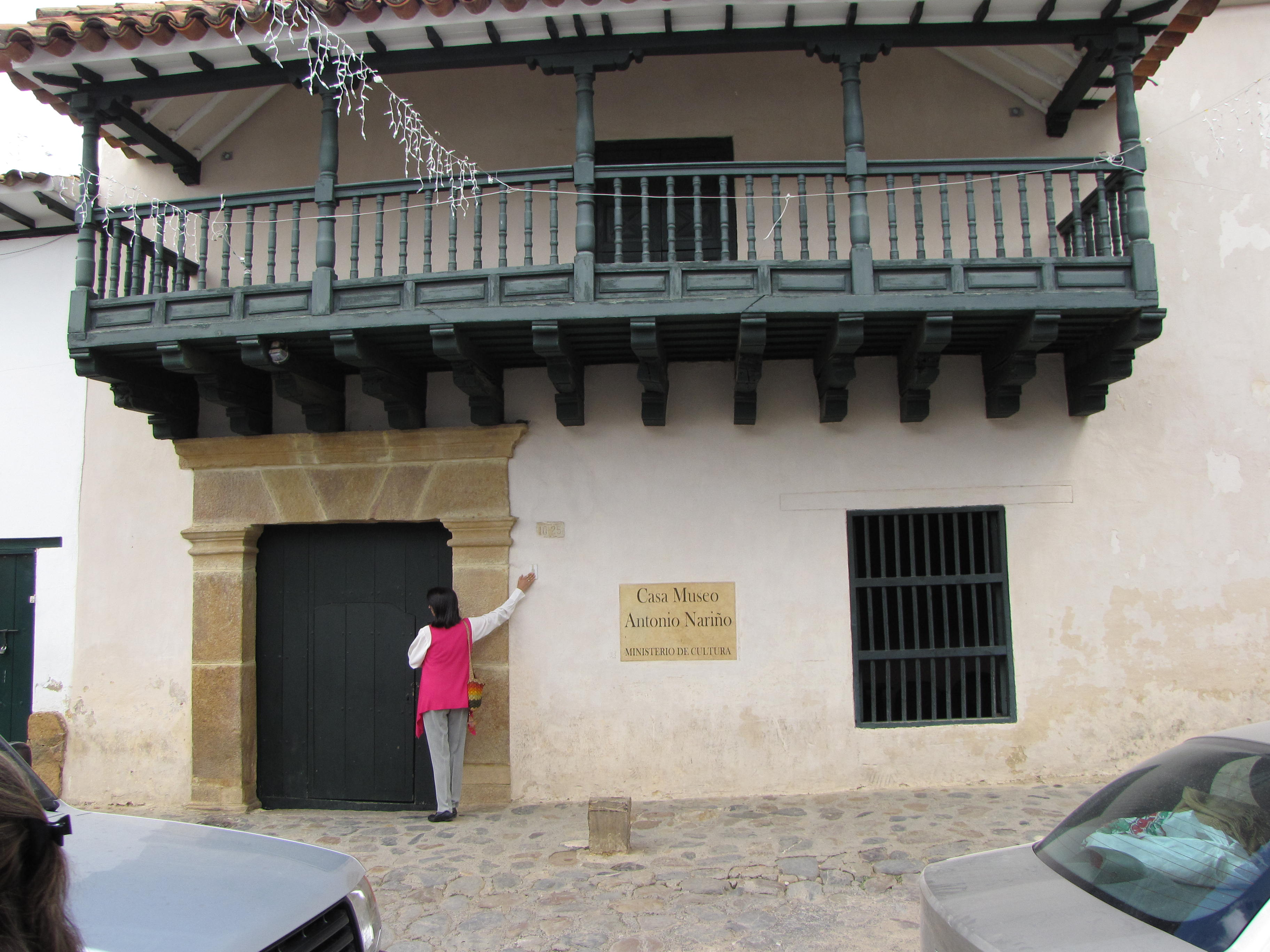
Casa de Nariño.

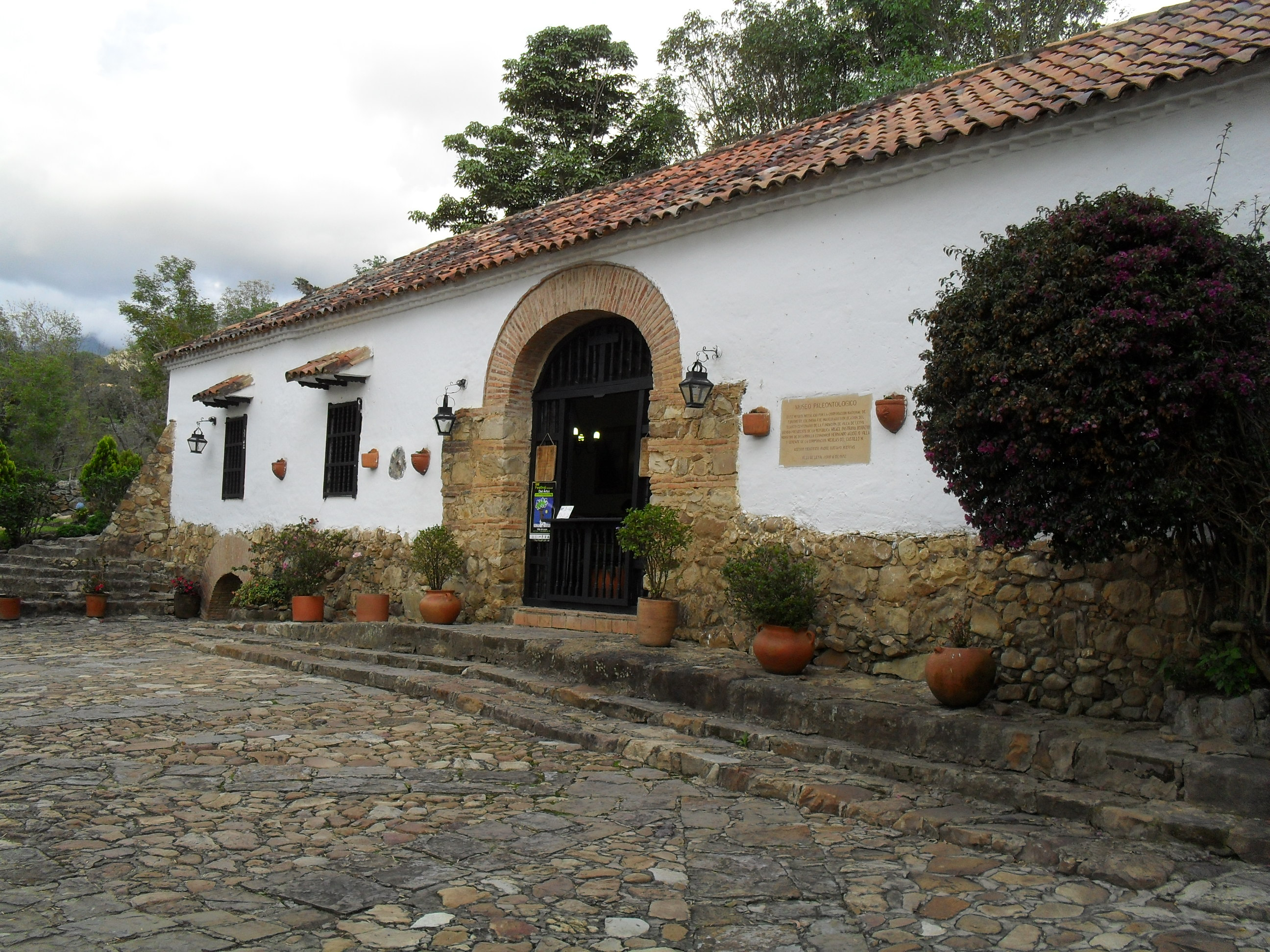
Museo Paleontológico de Villa de Leyva.

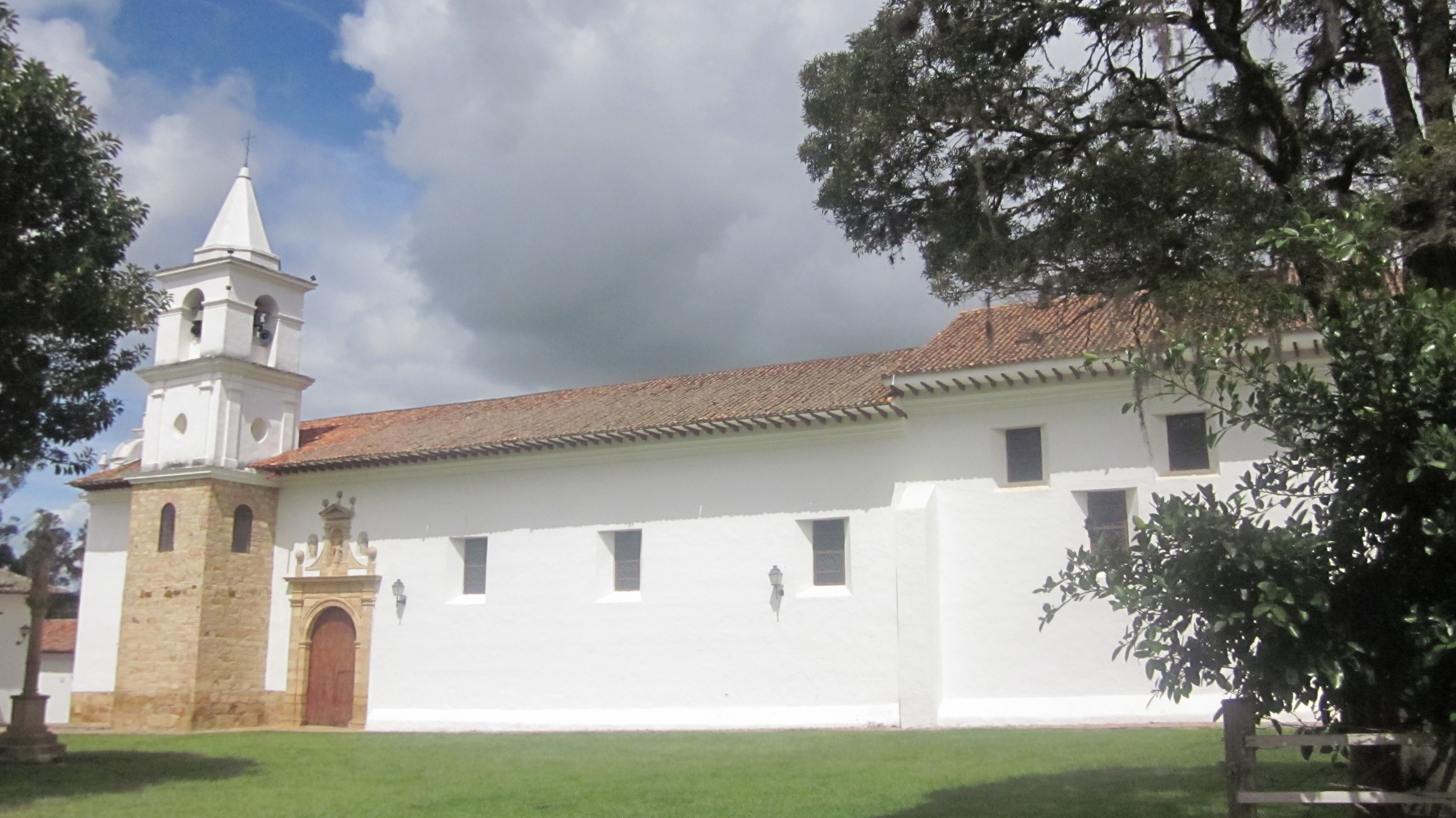
Iglesia Nuestra Señora del Carmen.

- Plaza principal: con un terreno de 14 000 m² totalmente empedrada, ubicada en el centro de la Villa, es considerada la más grande de Colombia, lo que la convierte en el principal atractivo de la localidad. Desde comienzos de la década de 2010, el acceso vehicular está restringido, lo que ha permitido la circulación peatonal y una interacción más acogedora.
- Iglesia parroquial: se encuentra ubicada en el marco de la plaza principal.
- Casa del Cabildo: reliquia histórica, ubicada en el costado nor-oriental de la plaza principal.
- Casa Museo Antonio Nariño: en esta casa falleció, el 13 de diciembre de 1823, Antonio Nariño, primer traductor de los Derechos del Hombre y del Ciudadano (del francés al castellano) en América. En el museo se pueden conocer las diferentes facetas de este prócer de la Independencia: se encuentra interesante material de la época colonial y de las luchas independentistas y, además, se puede apreciar la arquitectura de la época. Esta casa está a cargo del Ministerio de Cultura de Colombia.
- Casa de Antonio Ricaurte: en esta casa nació este prócer de la Independencia. Ahora se puede visitar allí el museo de la Fuerza Aérea de Colombia, pues a Ricaurte se lo reconoce como miembro de los rebeldes armados independentistas.
- Plaza de Ricaurte: se encuentra aquí un monumento al héroe de San Mateo: Antonio Ricaurte.
- Calle Caliente: es la calle comercial de Villa de Leyva, en donde se encuentran centros comerciales con amplia oferta de restaurantes, almacenes de artesanías propias y foráneas, mercancía moderna y obras de arte. Conecta la plaza principal con la plaza Ricaurte, es peatonal, y en su extremo sur se encuentra la oficina de turismo del municipio, en donde es posible acceder a información general sobre la ciudad y sus alrededores.
- Claustro de San Agustín: está localizado al oriente de la plaza de Ricaurte. Fue la primera iglesia de la Villa y en la actualidad es sede del Instituto Humboldt.
- Museo El Carmen: está ubicado en la esquina sur-occidental de la plazoleta del Carmen y cuenta con un gran número de obras de arte religioso.
- Real Fábrica de Licores: es un edificio que ostenta todavía el escudo usado por España. Actualmente, en una de sus instalaciones funcionan un punto de servicio de Telefónica Telecom y una sala de conferencias y/o auditorio, disponible para el uso del público en general. En su interior, se encuentran todavía los rastros de la antigua fábrica.
- Museo de Luis Alberto Acuña: Nos presenta cuadros al óleo y acrílicos, así como los grandes murales realizados por el artista Luis Alberto Acuña, sobre todo aquellos referidos a los grupos indígenas prehispánicos. También se encuentra una sección dedicada a sus esculturas en concreto y algunas copias de los libros que escribió, así como muchos de los objetos personales que utilizó durante su vida. Se encuentra al lado de la casa de Vargas Vila.
- Museo paleontológico: está ubicado en la Casona el Molino de Osada, una edificación del siglo XIX. En el Museo se exhiben fósiles invertebrados como Ammonoidea (amonitas), bivalvos, gasterópodos, equinodermos y vertebrados, como saurios marinos y peces, así como restos fósiles de plantas. Su localización en Villa de Leyva ha permitido el desarrollo de investigaciones para continuar descifrando el enorme potencial geológico, arqueológico y paleontológico del territorio.[25][26] Allí se espera, en un futuro, la construcción de un espacio de estudio, conservación y divulgación del patrimonio geológico y paleontológico de Colombia.[27] En él, se espera la recolección de una larga tradición de estudios nacionales e internacionales sobre el territorio colombiano.[28][29][30]
- La Maloca – Sala concertada con el Ministerio de Cultura de Colombia. establecida en 1988 por el Teatro Itinerante del Sol[31]
- Casa Terracota: Esta casa está hecha completamente de barro, siguiendo el estilo tradicional indígena. De hecho, esta era una casa privada, sin embargo, el arquitecto y propietario decidió convertirla en una atracción turística ya que siempre llegaba mucha gente a verla. Es una estructura de aspecto fascinante que combina arte, arquitectura y sostenibilidad.Casa Terracota.]

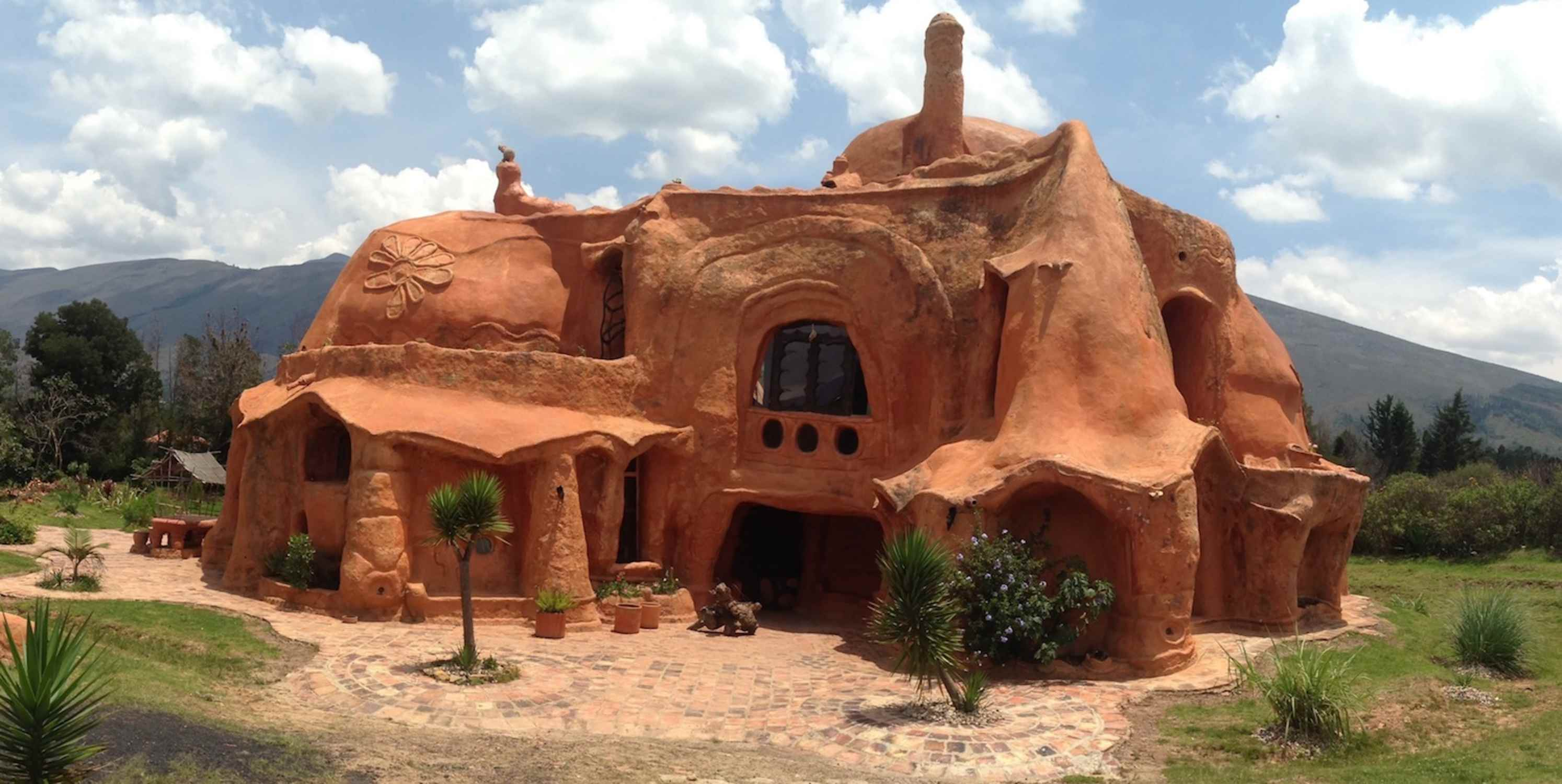
Casa Terracota.

### Eventos especiales
Villa de Leyva, además de ser Patrimonio Histórico y Cultural, es un destino turístico en Colombia. En su territorio se realizan festivales y eventos a lo largo del año:
- El Festival de Astronomía, se celebra la última semana de enero o iniciando el mes de febrero.
- Homenaje a la tierra y la Biodiversidad a mediados de marzo.
- Celebración de la Semana Santa y Encuentro de Música Antigua en abril.
- Celebración del cumpleaños de Villa de Leyva, Encuentro Nacional de Bandas y Festival de Jazz en junio.
- Ferias y Fiestas de la Virgen del Carmen, desde el 10 de julio.
- Fiestas de la Poesía en julio.
- Festival del Viento y las Cometas, mediados de agosto.
- Día del Patrimonio Nacional y Festival de Cine independiente en septiembre.
- Festival Internacional de Historia en septiembre
- Evento Boda en septiembre.
- Festival Gastronómico y Festival Nacional del Árbol en octubre.
- Homenaje al Agua y Festival del caballo en noviembre.
- Festival Internacional de Cine Independiente en noviembre.
- Festival de Luces y época navideña en diciembre.